# Edmondo Tudor
Edmondo Tudor (Much Hadham, 1430 – Carmarthen, 3 novembre 1456) fu il padre di Enrico VII d'Inghilterra.

## L'infanzia

Stemma di Edmondo Tudor.

Dopo la morte di Enrico V d'Inghilterra, la regina vedova Caterina di Valois sposò Owen Tudor. Il matrimonio era segreto e non era di dominio pubblico fino a dopo la morte di Caterina. È accettato che Caterina e Owen si sposassero intorno al 1429/30, poiché la regina smise di vivere nella casa di suo figlio Enrico VI e Owen ottenne i diritti di un inglese nel parlamento del maggio 1432.
I figli della coppia sono nati lontano dalla corte. Il loro primo figlio, Edmondo, nacque a Much Hadham Palace, nell'Hertfordshire. La casa padronale era di proprietà del vescovo di Londra. Nel 1436, sua madre si ritirò nell'abbazia di Bermondsey, dove morì il 3 gennaio 1437. Con la morte di Caterina, i nemici della regina si mossero contro Owen. Fu chiamato a Londra, ma fu assolto dalla Royal Court dalle accuse relative al matrimonio. Mentre era in viaggio verso il Galles, fu arrestato e imprigionato nella prigione di Newgate. Dopo essere fuggito all'inizio del 1438, fu ripreso e imprigionato ancora una volta nel Castello di Windsor.
Dopo la morte della madre e la prigionia del padre, Edmondo e suo fratello Jasper furono allevati sotto la cura di Katherine de la Pole, figlia di Michael de la Pole, II conte di Suffolk, con la quale rimasero almeno fino al marzo 1442. A quel punto Enrico VI iniziò a notare i suoi fratellastri. Si assicurò che fossero affidati alle cure di sacerdoti che sovrintendevano alla loro istruzione. Edmondo, suo fratello e suo padre furono accolti nella casa reale di Enrico. Enrico VI era apparentemente affezionato ai suoi fratellastri e nominò Edmondo conte di Richmond il 15 dicembre 1449 e Jasper conte di Pembroke il 23 novembre 1452.
In quanto conti e fratellastri del re, Edmondo e Jasper avevano una precedenza senza pari su tutti gli altri non chierici della corte, ad eccezione dei duchi. A ciascuno di loro furono assegnate terre. Dopo sette anni di matrimonio con Margherita d'Angiò, Enrico VI era ancora senza figli. Dopo la morte di Umfredo, duca di Gloucester, la linea reale era a rischio e i fratelli Tudor furono considerati possibili eredi.
Nel 1452, Edmondo e Jasper facevano entrambi parte del piccolo gruppo di consiglieri personali di Enrico VI; erano gli unici parenti di sangue a corte. Tuttavia, nessuno dei due era esperto in questioni di stato all'interno dell'Inghilterra e, invece, avevano principalmente il compito di garantire l'autorità del re all'interno del Galles. Il 6 marzo, presero posto nel Parlamento d'Inghilterra come capo di tutti i conti della corte. Dopo una petizione della Camera dei Comuni d'Inghilterra, sia Jasper che Edmund furono riconosciuti ufficialmente come legittimi fratellastri del re e le disabilità legali associate all'essere considerati gallesi furono rimosse. Nel 1452 e nel 1453, Enrico VI concesse loro grandi sovvenzioni in denaro e diede anche proprietà a Edmondo nel Westmorland e nel Lancashire. Edmondo gestiva una proprietà redditizia e investì nell'industria della lana con sede a Boston, Lincolnshire. Enrico VI gli concesse anche il palazzo medievale di Baynard's Castle, vicino al Tamigi a Londra.

## Matrimonio
Nell'estate del 1453, Enrico VI subì un esaurimento nervoso che durò oltre 17 mesi. Diverse parti cercarono di prendere il potere durante questo periodo. La moglie di Enrico VI, Margherita d'Angiò, chiese di essere dichiarata reggente. I fratelli Tudor sostenevano Riccardo di York, che cercava di diventare Protettore del Regno. Tuttavia, Edmondo non prese parte all'apertura del Parlamento del 3 aprile 1454 dove York fu nominato protettore. Edmondo partecipò al consiglio dei consiglieri di York, anche se non così frequentemente come Jasper. Entrambi i fratelli erano presenti nel novembre 1445, quando il consiglio ridusse le dimensioni della casa reale. Di conseguenza, ognuno di loro ricevette un entourage di un cappellano, due scudieri, due yeomen e due camerieri.
Enrico VI si riprese intorno al Natale del 1454 e licenziò York, con conseguente ostilità. Durante la prima battaglia di St Albans il 22 maggio 1455, dove Enrico VI fu catturato da Riccardo di York, Edmondo non vi prese parte. Entrambi i fratelli parteciparono al Parlamento successivo dove York fu nuovamente nominato Protettore. Mentre York annullava la maggior parte delle sovvenzioni che Enrico VI aveva concesso durante il suo regno, quelle a Edmondo e Jasper erano esenti. Entrambi i fratelli erano assenti quando la seconda sessione del Parlamento di quell'anno iniziò il 12 novembre; Edmondo venne inviato in Galles per reprimere la ribellione di Gruffudd ap Nicolas.
Margaret Beaufort era la figlia femmina di John Beaufort, I duca di Somerset. Tramite suo padre, era anche una pronipote di Giovanni di Gaunt. In quanto tale, aveva diritto al trono. Così andò in sposa, ancora bambina, a John de la Pole, figlio dell'ambizioso duca di Suffolk. Tuttavia, il duca fu assassinato nel 1450.
All'inizio del 1453, il matrimonio di Margaret e John fu annullato e il 24 marzo Edmondo ricevette la tutela di Margaret, che aveva solo nove anni. Edmondo sposò Margaret il 1 novembre 1455 al Castello di Bletsoe. Lui aveva 24 anni e lei circa tredici, la loro unione, similmente a quella progettata con i de la Pole, avrebbe dovuto rendere i loro figli in grado di ereditare la corona inglese grazie al sangue plantageneto di lei.
Il matrimonio fu consumato immediatamente. Edmondo morì un anno dopo, lasciando Margaret vedova di 13 anni, incinta di sette mesi del loro figlio, Enrico VII Tudor.

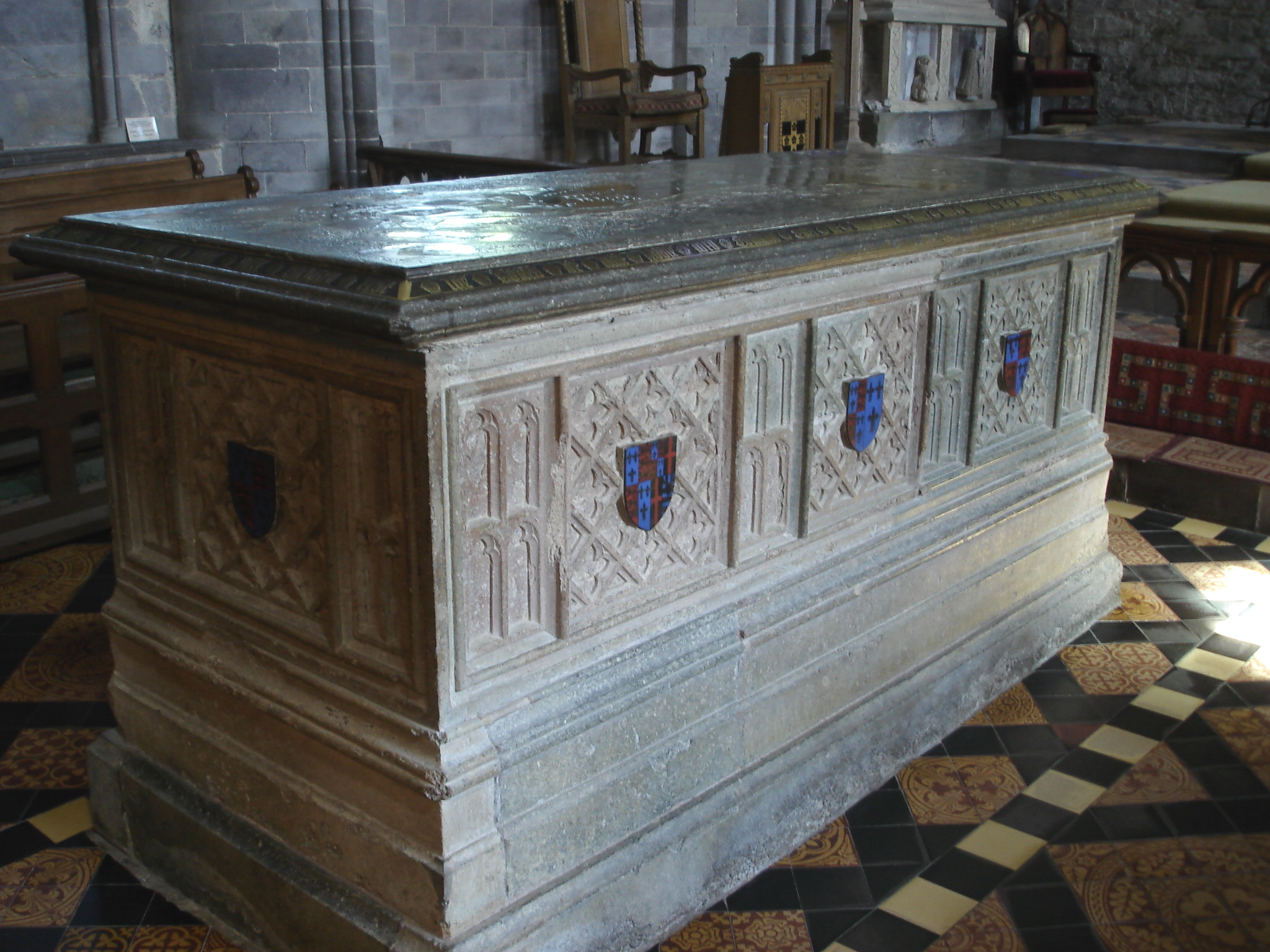
Tomba di Edmondo Tudor, Cattedrale di St David's, Pembrokeshire

## Morte
Gruffudd si ribellò, conquistando i castelli di Aberystwyth, Carmarthen e Carreg Cennen nel giugno 1456. La ribellione non durò a lungo e all'inizio di agosto le forze di Edmondo avevano riconquistato quei castelli, anche se le scaramucce minori continuarono per diversi mesi. Mentre Edmondo era in Galles, il re aveva deposto York. Per rappresaglia, il 10 agosto York inviò 2.000 uomini al comando di William Herbert per conquistare il Galles meridionale. Quando arrivarono al Castello di Carmarthen, presero la roccaforte e catturarono Edmondo.
Quando le truppe di Herbert si spostarono ad Aberystwyth, Edmondo fu lasciato indietro, imprigionato nel castello di Carmarthen. Il 3 novembre 1456 fu contagiato dalla peste bubbonica e vi morì. Fu sepolto nella vicina chiesa francescana di Carmarthen. C'erano sospetti che Edmondo potesse essere stato assassinato, quindi diversi mesi dopo si tenne un processo con diverse parti accusate, ma nessuno fu ritenuto colpevole. I resti di Edmondo furono trasferiti nel coro della Cattedrale di St David's, nel Pembrokeshire, nel 1539, a causa dello scioglimento dei monasteri decretato da suo nipote, il re Enrico VIII d'Inghilterra.
Al momento della sua morte, sua moglie era incinta di sette mesi del loro bambino, Enrico Tudor (28 gennaio 1457-21 aprile 1509)
Inizialmente il bambino rimase, assieme alla madre, sotto la protezione dello zio Jasper Tudor, conte di Pembroke, ed il fatto di essere discendente, sia pure illegittimo, di Giovanni Plantageneto fece di lui un membro e futuro erede della casa Lancaster. Successivamente, a seguito della battaglia di Bosworth Field, dove il re Riccardo III di York rimase ucciso senza lasciare eredi, e al successivo matrimonio di Enrico con Elisabetta di York, che gli permetteva di reclamare anche l'eredità del casato della moglie, il giovane Tudor fu riconosciuto re d'Inghilterra e Irlanda col nome di Enrico VII, in quanto unico erede di entrambe le case di York e Lancaster. Con lui si installò definitivamente sul trono il casato dei Tudor.

## Ascendenza
|                       |                    |                                   | Genitori              |  |  | Nonni |  |  | Bisnonni         |  |  | Trisnonni            |  |
|                       |                    |                                   |                       |  |  |       |  |  | Tudur ap Goronwy |  |  | Goronwy ap Tudur Hen |  |
|                       |                    |                                   |                       |  |  |       |  |  | Tudur ap Goronwy |  |  | Goronwy ap Tudur Hen |  |
|                       |                    | Gwerfyl ferch Madog               |                       |  |  |       |  |  | Tudur ap Goronwy |  |  |                      |  |
| Maredudd ap Tudur     |                    |                                   |                       |  |  |       |  |  | Tudur ap Goronwy |  |  |                      |  |
|                       |                    | Marged ferch Tomos                | …                     |  |  |       |  |  |                  |  |  |                      |  |
|                       |                    | Marged ferch Tomos                | …                     |  |  |       |  |  |                  |  |  |                      |  |
|                       |                    | Marged ferch Tomos                | …                     |  |  |       |  |  |                  |  |  |                      |  |
| Owen Tudor            |                    | Marged ferch Tomos                |                       |  |  |       |  |  |                  |  |  |                      |  |
|                       |                    | Dafydd Fychan                     | …                     |  |  |       |  |  |                  |  |  |                      |  |
|                       |                    | Dafydd Fychan                     | …                     |  |  |       |  |  |                  |  |  |                      |  |
|                       |                    | Dafydd Fychan                     | …                     |  |  |       |  |  |                  |  |  |                      |  |
| Margaret ferch Dafydd |                    | Dafydd Fychan                     |                       |  |  |       |  |  |                  |  |  |                      |  |
|                       |                    | Nest ferch Ieuan                  | …                     |  |  |       |  |  |                  |  |  |                      |  |
|                       |                    | Nest ferch Ieuan                  | …                     |  |  |       |  |  |                  |  |  |                      |  |
|                       |                    | Nest ferch Ieuan                  | …                     |  |  |       |  |  |                  |  |  |                      |  |
| Edmondo Tudor         |                    | Nest ferch Ieuan                  |                       |  |  |       |  |  |                  |  |  |                      |  |
|                       | Carlo V di Francia | Giovanni II di Francia            |                       |  |  |       |  |  |                  |  |  |                      |  |
|                       | Carlo V di Francia | Giovanni II di Francia            |                       |  |  |       |  |  |                  |  |  |                      |  |
|                       | Carlo V di Francia | Bona di Lussemburgo               |                       |  |  |       |  |  |                  |  |  |                      |  |
| Carlo VI di Francia   | Carlo V di Francia |                                   |                       |  |  |       |  |  |                  |  |  |                      |  |
|                       |                    | Giovanna di Borbone               | Pietro I di Borbone   |  |  |       |  |  |                  |  |  |                      |  |
|                       |                    | Giovanna di Borbone               | Pietro I di Borbone   |  |  |       |  |  |                  |  |  |                      |  |
|                       |                    | Giovanna di Borbone               | Isabella di Valois    |  |  |       |  |  |                  |  |  |                      |  |
| Caterina di Valois    |                    | Giovanna di Borbone               |                       |  |  |       |  |  |                  |  |  |                      |  |
|                       |                    | Stefano III di Baviera-Ingolstadt | Stefano II di Baviera |  |  |       |  |  |                  |  |  |                      |  |
|                       |                    | Stefano III di Baviera-Ingolstadt | Stefano II di Baviera |  |  |       |  |  |                  |  |  |                      |  |
|                       |                    | Stefano III di Baviera-Ingolstadt | Isabella d'Aragona    |  |  |       |  |  |                  |  |  |                      |  |
| Isabella di Baviera   |                    | Stefano III di Baviera-Ingolstadt |                       |  |  |       |  |  |                  |  |  |                      |  |
|                       |                    | Taddea Visconti                   | Bernabò Visconti      |  |  |       |  |  |                  |  |  |                      |  |
|                       |                    | Taddea Visconti                   | Bernabò Visconti      |  |  |       |  |  |                  |  |  |                      |  |
|                       |                    | Taddea Visconti                   | regina della Scala    |  |  |       |  |  |                  |  |  |                      |  |
|                       |                    | Taddea Visconti                   |                       |  |  |       |  |  |                  |  |  |                      |  |